# Еременкова, Дарья Александровна
Дарья Александровна Еременкова (14 июля 1996, Волгоград) — российская футболистка, защитница клуба «Чертаново».

## Биография
Воспитанница волгоградской СДЮСШОР-11, одним из первых тренеров был Константин Кайгородов. Во взрослом футболе начала выступать в первой половине 2010-х годов за «СДЮСШОР-Зенит» (позднее — «Зенит-Волгоград») в первом дивизионе. Стала автором одного из голов волгоградского клуба в матче, в котором клуб одержал свою первую победу в первой лиге — в июне 2014 года против белгородской «Виктории» (12:0).
В середине 2010-х годов вслед за тренером Константином Кайгородовым перешла в ижевское «Торпедо». В первых сезонах выступала в первом дивизионе, где в 2017 году стала серебряным призёром. Свой первый матч в высшей лиге сыграла 18 апреля 2018 года против «Кубаночки», а всего в дебютном сезоне на высшем уровне отыграла все 14 матчей без замен. 9 мая 2019 года стала автором своего первого гола в высшей лиге, принеся команде победу над «Енисеем» (1:0), эта победа также стала первой для «Торпедо» в высшем дивизионе. В сезоне 2019 года выходила на поле в 18 из 19 матчей своего клуба. В обоих сезонах в высшей лиге была капитаном команды.
В 2020 году играла в чемпионате Польши за «Медик», а в 2021 году — в России за «Рязань-ВДВ». В начале 2022 года перешла в петербургский «Зенит».
В январе 2023 года перешла в «Чертаново». В сезоне 2024 провела всего три матча из-за травмы.